# ویلیام شاکلی
ویلیام برادفورد شاکلی (به انگلیسی: William Bradford Shockley Jr) (زاده ۱۳ فوریه ۱۹۱۰ – درگذشته ۱۲ اوت ۱۹۸۹) مهندس برق و مخترع آمریکایی بود که در لندن متولد شد. شاکلی مدیر یک گروه تحقیقاتی در آزمایشگاه‌های بل بود که شامل جان باردین و والتر برتن بود. این سه دانشمند به‌طور مشترک جایزه نوبل فیزیک در سال ۱۹۵۶ برای تحقیقات خود در زمینه نیمه‌رساناها و کشف اثر ترانزیستور دریافت کردند.
تلاش‌های شاکلی برای تجاری‌سازی ترانزیستور در سال‌های ۱۹۵۰ و ۱۹۶۰ منجر به این شد که سیلیکون ولی در کالیفرنیا به عنوان مهد اختراعات الکترونیکی مطرح شود. در سال‌های بعد او استاد دانشگاه استنفورد بود.

## زندگی شخصی

### دیدگاه‌های سیاسی
شاکلی در اواخر عمر به پرسش پیرامون هوش بشری و اصلاح نژاد علاقه داشت. او معتقد بود این کار برای نژاد آیندهٔ گونه‌های بشری مهم است و توصیف این موضوع را به عنوان مهم‌ترین کار در حرفهٔ کاری خود می‌دانست.

### ژنتیک
شاکلی استدلال کرد نرخ بالاتری از تولید مثل در بین افراد کم هوش، دارای اثر ضد اصلاح نژادی و تخریب نژادی می‌باشد و آن یک سقوط در هوش متوسط می‌تواند در نهایت منجر به زوال تمدن بشری شود. نوشته‌ها و سخنرانی‌ها به سازمان‌های علمی منتشر شده توسط شاکلی در این موارد تاحدی بر اساس نوشته‌های روانشناسی به نام سیریل برت (Cyril Burt) بودند. ویلیام چنان بر افکار خود استوار بود که پیشنهاد داده بود: افراد با IQs زیر ۱۰۰ متحمل عقیم‌سازی داوطلبانه شوند.
جوئل شورکین، زندگی‌نامه‌نویس شاکلی، خاطرنشان می‌کند که در بیشتر دوران زندگی شاکلی در ایالات متحده  تقریباً هیچ تماسی با سیاه‌پوستان نداشت. در مناظره‌ای با روانپزشک فرانسیس کرس ولزینگ و در گفت و گو با ویلیام باکلی، جونیر، شاکلی استدلال کرد: "تحقیق من به طور اجتناب ناپذیری مرا به این عقیده هدایت می‌کند که علت اصلی نقص‌های فکری و اجتماعی سیاهپوستان آمریکایی ارثی و از نظر نژادی در منشأ ژنتیکی است و بنابراین، محیط تا حد زیادی  در این باره بی اثر است".
شاکلی یکی از نظریه پردازان نژاد بود که از صندوق پایونیر پول دریافت کرد، و حداقل یک کمک مالی به او از سوی بنیان‌گذار آن، ویکلیف دریپر، اصلاح گر اصلاح نژاد انجام شد. شاکلی پیشنهاد کرد که افراد با ضریب هوشی زیر 100 باید برای عقیم سازی داوطلبانه، 1000 دلار به ازای هر یک از امتیازهای هوشی زیر 100 پول دریافت کنند. این پیشنهاد باعث شد که دانشگاه لیدز پیشنهاد مدرک افتخاری خود را به او پس بگیرد. راجر پیرسون، انسان شناس و فعال راست افراطی، از شاکلی در کتابی که خود منتشر کرده بود از شاکلی دفاع کرد. در سال 1973، استاد دانشگاه ویسکانسین-میلواکی، ادگار جی. اپس استدلال کرد که "موقعیت ویلیام شاکلی خود را به تفاسیر نژادپرستانه می دهد". مرکز حقوقی فقر جنوبی، شاکلی را به عنوان یک ملی‌گرای سفیدپوست توصیف می‌کند که نتوانست مدرکی برای نظریه‌های اصلاح نژادی خود ارائه کند، در حالی که «تقریباً همگانی اذعان می‌کردند که کار او از نوع نژادپرستانه بود». انجلا سایینی، نویسنده علمی، شاکلی را "یک نژادپرست بدنام" توصیف می کند.
شاکلی اصرار داشت که او یک نژادپرست نیست. او نوشت که یافته‌های او برتری سفیدپوستان را تایید نمی‌کند، در عوض ادعا می‌کند که نژاد آسیای شرقی و یهودیان از نظر فکری بهتر از سفیدپوستان هستند. در سال 1973، ادگار اپس نوشت که "خوشحالم که پروفسور شاکلی برتری طلب آریایی نیست، اما به او یادآوری می کنم که نظریه ای که از برتری موروثی شرقی ها یا یهودیان حمایت می کند، به اندازه دکترین برتری آریایی ماهیت نژادپرستانه دارد".
حمایت شاکلی از اصلاح نژادی اعتراضاتی را برانگیخت. در یک حادثه، انجمن علمی سیگما شی، از ترس خشونت، جلسه سال 1968 در بروکلین را لغو کرد، جایی که شاکلی قرار بود سخنرانی کند. در آتلانتا در سال 1981، شاکلی پس از آنکه یک نویسنده علمی به نام راجر ویترسپون، حمایت شاکلی از یک برنامه عقیم‌سازی داوطلبانه را با آزمایش انسان نازی‌ها مقایسه کرد، علیه قانون اساسی آتلانتا شکایت کرد. این دعوا سه سال طول کشید. شاکلی برنده دعوا شد اما فقط یک دلار غرامت دریافت کرد و هیچ خسارت کیفری دریافت نکرد. جوئل شورکین، زندگی‌نامه‌نویس شاکلی، نویسنده‌ای علمی در کارکنان دانشگاه استنفورد در آن سال‌ها، این بیانیه را با بیان این که توهین‌آمیز بود، خلاصه می‌کند. شاکلی مکالمات تلفنی خود را با خبرنگاران ضبط کرد، آنها را رونویسی کرد و متن را از طریق پست سفارشی برای خبرنگاران ارسال کرد. در یک نقطه، او این ایده را به خود مشغول کرد که خبرنگاران را وادار کند تا قبل از اینکه درباره موضوع کارش با آنها صحبت کند، یک مسابقه ساده در مورد کارش انجام دهند. عادت او به صرفه جویی در تمام اوراق خود (از جمله لیست لباسشویی) اسناد فراوانی را در مورد زندگی او برای محققان فراهم می کند. شاکلی کاندیدای نامزدی جمهوری خواهان در انتخابات سنای ایالات متحده در سال 1982 در کالیفرنیا بود. او در یک پلتفرم تک موضوعی مخالفت با "تهدید دیسژنیک" را که به گفته او آفریقایی-آمریکایی ها و سایر گروه ها مطرح می کردند، اجرا کرد. او در انتخابات مقدماتی با 8308 رای و 0.37 درصد آرا در جایگاه هشتم قرار گرفت. به گفته شورکین، در این زمان، "نژادپرستی او اعتبار او را از بین برد. تقریباً هیچ کس نمی خواست با او ارتباط داشته باشد، و بسیاری از کسانی که مایل بودند بیشتر از اینکه سودی داشته باشند به او آسیب رساندند".